# シギルマッササウルス
シギルマッササウルス（学名: Sigilmassasaurus、「シジルマサのトカゲ」の意）は、地上に住む二足歩行の肉食恐竜である。背骨の形態から首の筋肉が強かったと見られている。シギルマッササウルスは半水性の習慣があり、主に魚を主食としていた可能性がある。

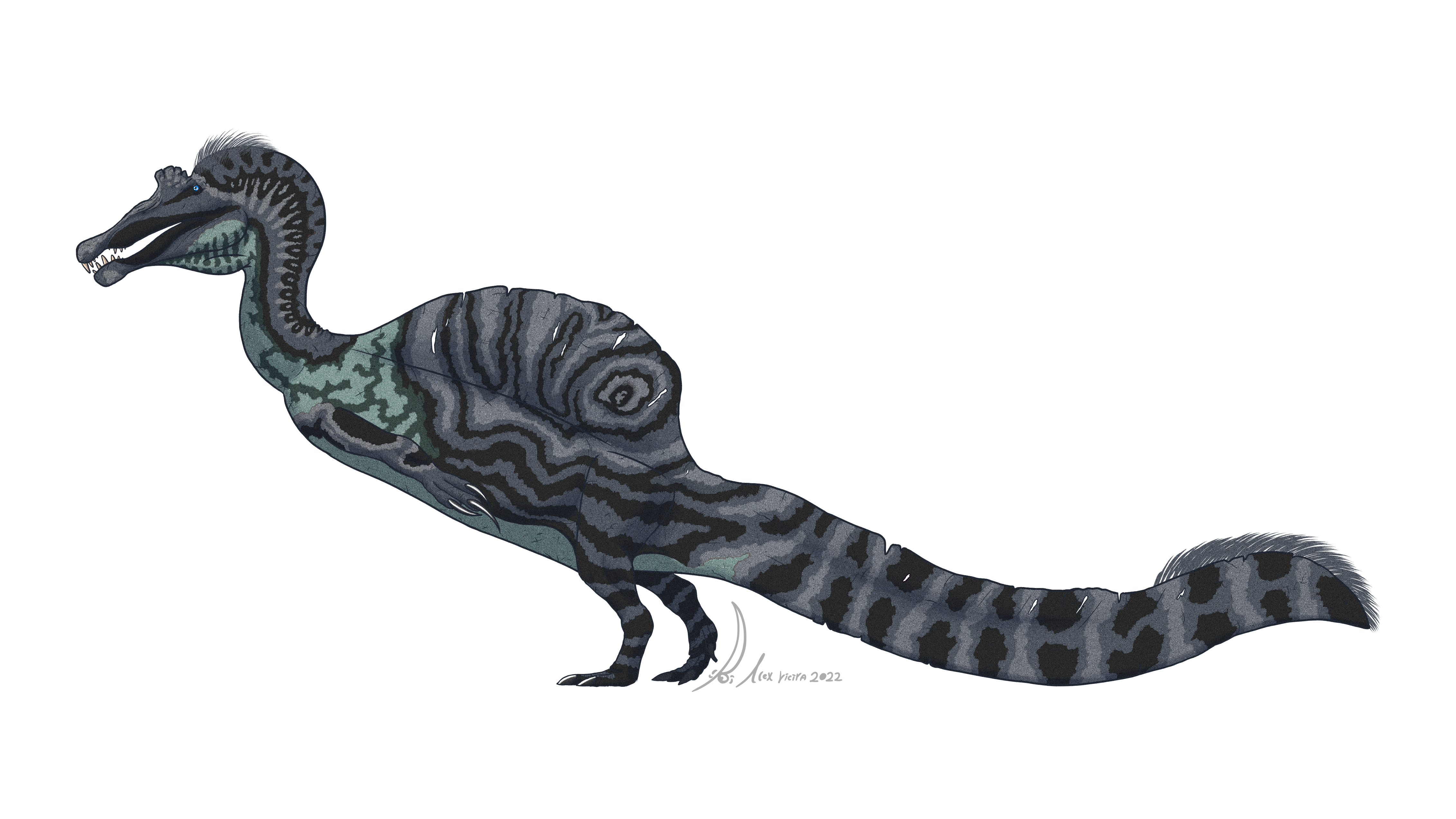
シギルマッササウルスの想像復元図

## 研究の歴史
シギルマッササウルスはモロッコのオアシス地域のケムケム層で発見された。シジルマサ遺跡の近くだったため1996年にその名前がつけられた。